# Cerianthula mediterranea
Cerianthula mediterranea is een Cerianthariasoort uit de familie van de Botrucnidiferidae. De wetenschappelijke naam van de soort is voor het eerst geldig gepubliceerd in 1897 door Beneden.